# Jan Bořil
Jan Bořil (Nymburk, 11 gennaio 1991) è un calciatore ceco, difensore dello Slavia Praga e della Nazionale ceca.

## Caratteristiche tecniche
Terzino destro in grado di giocare anche a sinistra.

## Carriera

### Club
Vanta 8 presenze in UEFA Europa League.

### Nazionale
Ha giocato nelle nazionali giovanili ceche Under-16, Under-17 ed Under-18; nel 2017 ha invece esordito in nazionale maggiore.

## Palmarès

### Club

#### Competizioni nazionali
- Campionato ceco: 5

Slavia Praga: 2016-2017, 2018-2019, 2019-2020, 2020-2021, 2024-2025
- Coppa della Repubblica Ceca: 4

Slavia Praga: 2017-2018, 2018-2019, 2020-2021, 2022-2023